# 1575
| 1575               |
| ------------------ |
| Dødsfald - Fødsler |
| • Begivenheder     |

| Gregoriansk kalender | 1575 MDLXXV             |
| Ab urbe condita      | 2328                    |
| Armensk kalender     | 1024 ԹՎ ՌԻԴ             |
| Kinesiske kalender   | 4271 – 4272 甲戌 – 乙亥 |
| Etiopisk kalender    | 1567 – 1568             |
| Jødisk kalender      | 5335 – 5336             |
| Hindukalendere       |                         |
| - Vikram Samvat      | 1630 – 1631             |
| - Shaka Samvat       | 1497 – 1498             |
| - Kali Yuga          | 4676 – 4677             |
| Iransk kalender      | 953 – 954               |
| Islamisk kalender    | 983 – 984               |

Konge i Danmark: Frederik 2. 1559-1588
Se også 1575 (tal)

## Begivenheder

### Udateret
- Voldsomt pestudbrud på Sicilien bliver spredt til resten af Italien.
- Krim-tatarerne plyndrer Ukraine

### Marts
- 3. marts - den indiske Stormogul Akbar besejrer en Bengalsk hær i Slaget ved Tukaroi

### Oktober
- 24. oktober – Rigshofmester Peder Oxe dør, han efterlader sig ingen sønner og en af Danmark store adelsslægter dør med ham.

### November
- 14. november – Hertug Vilhelm af Oranje tilbyder den engelske dronning Elizabeth 1. af blive fyrste i Nederlandene, men dette afslår hun

## Født
- 26. juli - Anna Cathrine af Brandenburg (død 1612).

## Dødsfald
- 9. april - Absalon Pedersson Beyer, norsk forfatter og præst (født ca. 1528).